# Baja no Studio
Baja no Studio (バジャのスタジオ, Baja no Sutajio) est un anime japonais composé de deux OAV, réalisé par Ichiro Miyoshi et produit par Kyoto Animation.

## Synopsis
Baja est un petit animal de compagnie, un rongeur ressemblant à un hamster, qui vit au sein du studio Kohata Anime Studio, un studio d'animation japonais. Un soir, après le départ des membres du studio, son ami Ga-chan est attaqué par un chat. En essayant de lui venir en aide, il va à cette l'occasion découvrir un monde fantastique durant la nuit.

## Personnages
Baja (バジャ, Baja)
Baja est un rongeur qui vit dans le studio depuis des années. Il a peu de souvenirs d'avant son arrivée au studio.
Ga-chan (ガーちゃん, Ga-chan)
Ga-chan est un petit canard en plastique qui flotte dans une petite mare devant le studio. Baja souhaite devenir ami avec lui.
Coco (ココ, Koko)
Coco est une magicienne et héroïne d'un des anime du studio. Elle va venir en aide à Baja.
Gi (ギー, Gii)
Gi est un sorcier, personnage secondaire de l'anime avec Coco. D'une apparence maléfique, il peut par magie animer des êtres à la base inanimés.
Kanako (カナ子, Kanako)
Kanako est une réalisatrice travaillant pour Kohata Anime Studio.

## Production
Baja no Studio et sa suite Baja no Studio - Baja no Mita Umi (バジャのスタジオ ～バジャのみた海, Baja no Sutajio - Baja no Mita Umi) ont été produits par Kyoto Animation et réalisés par Yoshiji Kigami sous le pseudonyme de Ichiro Miyoshi respectivement en 2017 et en 2019. Le premier OAV a été par la suite diffusé à la télévision japonaise sur NHK G le 4 novembre 2019 puis mondialement sur la chaîne payante internationale NHK World Premium le 25 décembre 2019. Une diffusion gratuite, toujours mondialement, a suivi le 27 décembre 2019 sur NHK World Japan,,. Le second OAV a été diffusé sur NHK G et NHK World Premium le 23 juillet 2020, puis sur NHK World Japan le 2 septembre 2020.
Le studio "Kohata Anime Studio" de l'anime est inspiré directement de Kyoto Animation : Le bâtiment utilisé, aussi bien les intérieurs que l'extérieur, ressemble à l'ancien studio 1 de Kyoto Animation et Kohata est le nom de la station de train JR se trouvant à proximité du siège social et des autres studios de la société.